# Halechiniscus jejuensis
Espèce
Halechiniscus jejuensis est une espèce de tardigrades de la famille des Halechiniscidae.

## Distribution
Cette espèce est endémique de l'océan Pacifique Ouest. Elle a été découverte à Jeju-do en Corée du Sud en mer de Chine orientale et observée au Viêt Nam en mer de Chine méridionale.

## Description
La femelle holotype mesure 128,4 µm et le mâle paratype 134,6 µm.

## Étymologie
Son nom d'espèce, composé de jeju et du suffixe latin -ensis, « qui vit dans, qui habite », lui a été donné en référence au lieu de sa découverte, Jeju-do.

## Publication originale
- Chang & Rho, 2002 : Taxonomic study of marine tardigrades from Korea II. Genus Halechiniscus (Heterotardigrada, Arthrotardigrada, Halechiniscidae). Korean Journal of Systematic Zoology, vol. 18, no 1, p. 91-98 (texte intégral).